# Eois bermellada
Eois bermellada là một loài bướm đêm trong họ Geometridae.